# Hochtermolen
De Hochtermolen is een voormalige watermolen op de Molenbeek in de gemeente Lanaken in Belgisch Limburg. De molen stond op het domein van de Abdij van Hocht, ten zuidoosten van Neerharen, ten oosten van het dorp Lanaken, ten noordoosten van Smeermaas en ten westen van de Maas en de Zuid-Willemsvaart.
De molen is een onderslagwatermolen met als functie korenmolen.

## Geschiedenis
Voor 1180 werd de watermolen reeds gebouwd. De molen werd reeds expliciet vermeld in de stichtingsacte van de Abdij van Hocht van rond 1180 en behoorde tot de geschonken goederen die door Theodorus (Diederik) van Lodenaken, heer van Pietersheim, aan de abdij waren geschonken.
In 1603 werd de watermolen herbouwd.
Op 8 november 1848 keurde de Bestendige Deputatie van de provincie Limburg de vastgestelde pegelhoogte van 1,180 meter goed.
In 1908 stelde men de watermolen buiten gebruik.
In 1930 werd het houten onderslagrad afgebroken en werd er een turbine geplaatst om te zorgen voor stroomvoorziening van het kasteel. Dit bleef zo totdat een brand het gebouw trof en het daarna verbouwd werd tot paardenstallen met aansluitend koetshuis.
Aan het einde van de 20e eeuw vonden er herstelwerkzaamheden plaats, maar daarbij stortte het gebouw in.